# صياد السمك المنغروف
صياد السمك المنغروف (الاسم العلمي: Halcyon senegaloides)، طائر من فصيلة الرفرافيات. يوجد على طول الساحل الشرقي لأفريقيا جنوب الصحراء، حيث يعيش في الغابات على طول مجاري الأنهار وفي مصبات الأنهار وعلى الأشجار. قام الاتحاد الدولي لحماية الطبيعة (الاتحاد الدولي لحفظ الطبيعة) بتقييمه على أنه أقل ما إثارة القلق.